# Planeta s tiše fialovou září
Planeta s tiše fialovou září (hvězdářská opera) je básnická skladba Jiřího Suchého. Zhudebnil ji Zdeněk Lukáš a zpívali ji Linha Singers Jiřího Linhy. Hudba byla dokončena roku 1978 a premiéra opery se konala 15. září 1982 v pražském planetáriu. V roce 1991 ji zfilmoval Adam Rezek jako stejnojmenný televizní film.

## Seznam písní
- Tou baladou to nezměním
- Úlomek ametystu
- Zas bloudí po kvartýře
- Připadáš mi jak obrázek

## Knižní vydání textu
- Jiří Suchý: Kolik očí má den. Melantrich, Praha, 1987: 37–61.
- Jiří Suchý: Encyklopedie Jiřího Suchého, svazek 2 – Básně. Karolinum, Praha, 1999: 171–193